# تسويوشي كوياما
تسويوشي كوياما (اليابانية|小山剛志) (4 أكتوبر 1967 -) هو ممثل ياباني .

## حياته ونشأتها
- ولد في 4 أكتوبر 1967 في محافظة آيتشي متزوج من ميكوني شيموكاوا

## أعماله
- بليزبلو ألتر ميموري - بانغ شيشيغامي
- كاتاناغاتاري - أزيكورا كانارا
- موشيشي - جين (طريق الوسادة)
- آيشيلد 21 - ريكيا غاو
- غوين ساغا - يزاي
- ترينيتي بلاد - ليون غارسيا
- الملعقة الفضية - والد أكي ميكاغي
- جاندام: ريكونجيستا G - ديلينسين ساماتار
- القناص - جونز
- بوسو رينكين - غينجو إيكوسابي
- هاناياماتا - ماسارو أوفونا
- طوكيو غول A√ - موغان تاناكامارو
- ترن إيه جاندام - فيل أكرمان

### أوفا أنمي
- سايبورغ 009 في مواجهة ديفلمان - 005

### أفلام أنمي
- الأميرة أريتي - بوكس

### أدواره في ألعاب الفيديو
- سلسلة ألعاب بليزبلو
  - بليزبلو كالاميتي تريغر - بانغ شيشيغامي
  - بليزبلو كونتينيوم شيفت - بانغ شيشيغامي
  - بليزبلو كرونوفانتازما - بانغ شيشيغامي
- زينوبليد كرونيكلز - ديكسون

## وصلات خارجية
- تسويوشي كوياما على موقع IMDb (الإنجليزية)
- تسويوشي كوياما على موقع ميوزك برينز (الإنجليزية)
- تسويوشي كوياما على موقع ديسكوغز (الإنجليزية)
- تسويوشي كوياما على موقع قاعدة بيانات الفيلم (الإنجليزية)
- تسويوشي كوياما على موقع ANN person (الإنجليزية)